# Великанов (хутор)
Великанов — хутор в Морозовском районе Ростовской области.
Входит в состав Парамоновского сельского поселения.

## География
На хуторе имеется одна улица — Великанова. Хутор стоит на берегу реки Кумшак, также в населённом пункте есть два массивных скопления деревьев, которые в народе называют садами. На берегу Кумшака ближе к станице Маркинской, в двух километрах от Великанова есть солончаки.

## История
В составе Области Войска Донского хутор Великанов входил в станицу Чертковскую.
На хуторе существовала деревянная Троицкая единоверческая церковь, построенная в 1892 году, ныне не существующая.

## Население
| 2010 |
| ---- |
| 116  |